# Calomys callosus
Calomys callosus é uma espécie de roedor da família Cricetidae. Pode ser encontrada na Argentina, Paraguai, Brasil e Bolívia.